# Brie-sous-Mortagne
Brie-sous-Mortagne är en kommun i departementet Charente-Maritime i regionen Nouvelle-Aquitaine i västra Frankrike. Kommunen ligger  i kantonen Cozes som ligger i arrondissementet Saintes. År 2022 hade Brie-sous-Mortagne 238 invånare.

## Befolkningsutveckling
Antalet invånare i kommunen Brie-sous-Mortagne
Referens:INSEE